# Oswald Jacoby
Oswald „Ozzie“ Jacoby (* 8. Dezember 1902 in Brooklyn, New York City; † 27. Juni 1984 in Dallas) war ein US-amerikanischer Spielexperte und Buchautor.

## Leben
Oswald Jacoby lernte mit sechs Jahren das Whist-Spiel. Er nahm am Ersten Weltkrieg teil, verbrachte aber die meiste Zeit beim Poker. Danach studierte er an der Columbia University, wurde mit 21 Jahren das jüngste Mitglied der Society of Actuaries und arbeitete als Versicherungsmathematiker.
Daneben war Oswald Jacoby ein gefragter Bridge-Kolumnist und galt als einer der besten Spieler seiner Zeit, so spielte er 1931 zeitweise auch als Partner von Sidney Lenz in der Bridge Battle of the Century gegen Ely Culbertson. Oswald Jacoby gewann viele Auszeichnungen, so etwa zweimal die Bermuda Bowl (d. h. die Weltmeisterschaft im Bridge), den Charles H. Goren Award, mehrfach die Vanderbilt Trophy und viele andere Turniere, insbesondere als Partner seiner Gattin Mary Zita und seines Sohnes James.
Oswald Jacoby war Mitglied der berühmten Teams Four Horsemen und Four Aces. Der Bridge-Welt ist Jacoby vor allem als Erfinder des Jacoby Transfer und des Jacoby 2NT bekannt.
Oswald Jacoby entwickelte gemeinsam mit John R. Crawford eine Strategie für das Canasta-Spiel. Oswald Jacoby und John Crawford gewannen das Great Canasta Challenge Match gegen Theodore Lightner und Sam Fry im Jahre 1950 und verfassten die Regeln des Samba-Canasta.
Oswald Jacoby war auch ein hervorragender Backgammon-Spieler. Er war Mitglied jener Kommission, die im Jahre 1931 auf Veranlassung von Wheaton Vaughan vom Card and Backgammon Committee des New Yorker Racquet and Tennis Club die Regeln des modernen Backgammon ausgearbeitet hatte. Oswald Jacoby gewann die Turniere auf den Bahamas in den Jahren 1966, 1967 und 1968 – 1969 belegte er den zweiten Platz – und wurde 1972 Weltmeister.
Im Backgammon ist Oswald Jacoby heute noch als Erfinder der Jacoby Rule bekannt. Gemeinsam mit John R. Crawford verfasste er im Jahre 1970 The Backgammon Book.
Oswald Jacoby schrieb mehr als 10.000 Zeitungsartikel und viele Bücher über Bridge, Canasta, Gin Rummy, Poker und die Mathematik der Kartenspiele.

## Trivia
Der Bridge-Spieler und gemeinsame Vanderbilt Trophy Gewinner von 1965, James „Jim“ Jacoby (1933–1991), war sein Sohn.
Die Schriftstellerin und Journalistin Susan Jacoby ist seine Nichte.

## Werke
- The Four Aces System
- What is New in Bridge
- Win at Bridge with Oswald Jacoby
- Win at Bridge with Jacoby Modern
- Win At Bridge With Jacoby and Son
- Improve Your Bridge With Oswald Jacoby: 125 Bridge Hands from the Master
- The Backgammon Book (gemeinsam mit John R. Crawford); 1970.
- Oswald Jacoby’s Complete Canasta, Doubleday & Co, Inc., 1st Edition, New York 1950,
- Oswald Jacoby’s Revised Complete Canasta, Doubleday & Co, Inc., 1st Edition, New York 1951